# Oberplanitz
Oberplanitz ist ein Stadtteil der Stadt Zwickau, die seit 2008 Kreisstadt des Landkreises Zwickau im Freistaat Sachsen ist. Der Ort liegt im Stadtbezirk Zwickau-Süd und trägt die amtliche Nummer 57. Zwischen dem 1. Juli 1923 und dem 31. Dezember 1943 war Oberplanitz ein Teil der Stadt Planitz, die durch Eingemeindung zur Stadt Zwickau kam.

## Lage

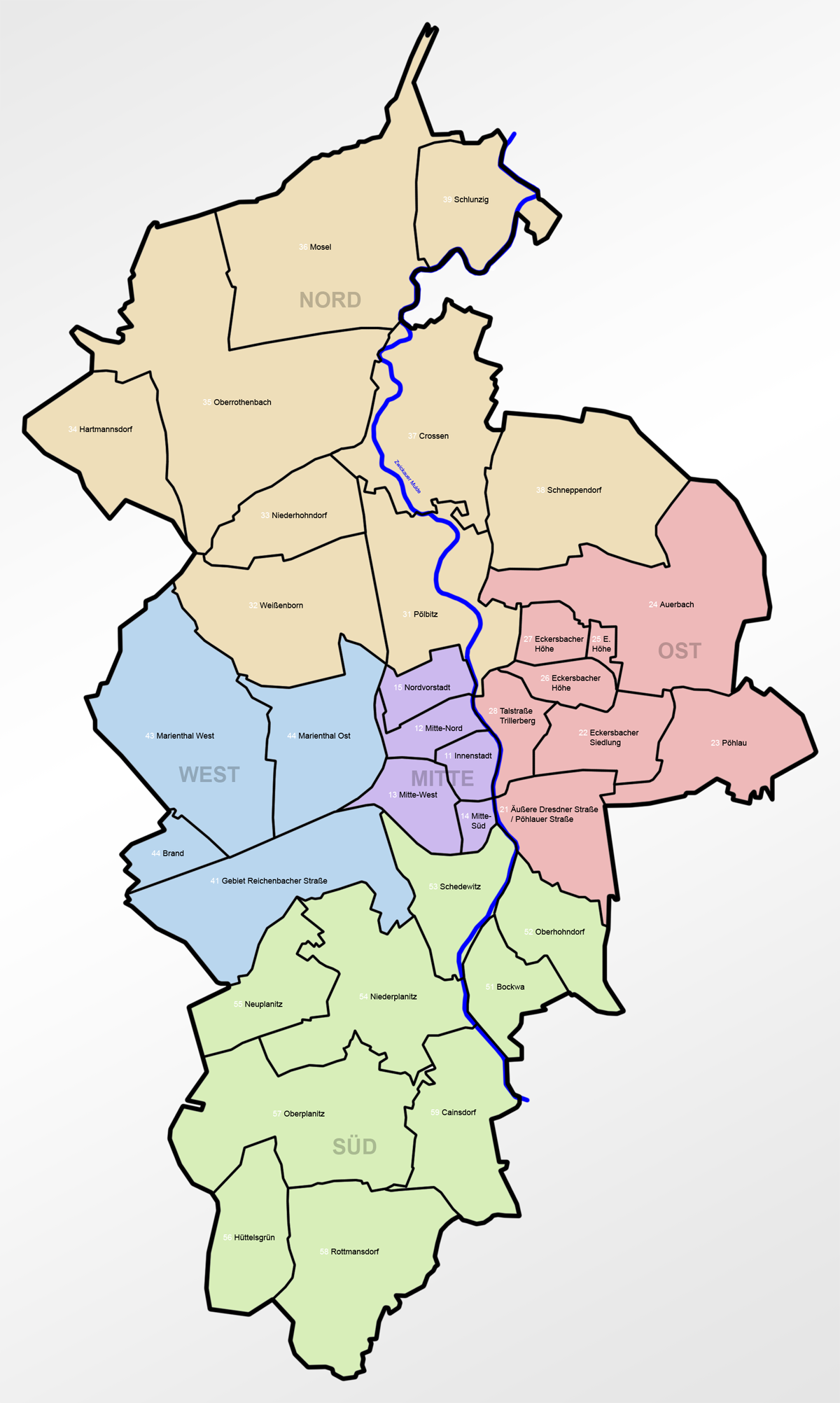
Stadtteile von Zwickau

Oberplanitz liegt im Süden des Zwickauer Stadtgebiets. In der westlichen Ortsflur entspringt der Planitzbach, der in die Zwickauer Mulde mündet. Im Nordosten liegt die Alexanderhöhe. An Oberplanitz grenzen: die Stadtteile 54 (Niederplanitz) im Norden, 59 (Cainsdorf) im Osten, 58 (Rottmannsdorf) im Süden, 56 (Hüttelsgrün) im Südwesten und 55 (Neuplanitz) im Nordwesten sowie die Gemeinde Lichtentanne (Ortsteil Stenn) im Westen.

### Nachbarorte
| Neuplanitz  | Niederplanitz                               |           |
| Stenn       | Kompassrose, die auf Nachbargemeinden zeigt | Cainsdorf |
| Hüttelsgrün | Rottmannsdorf                               |           |

## Geschichte

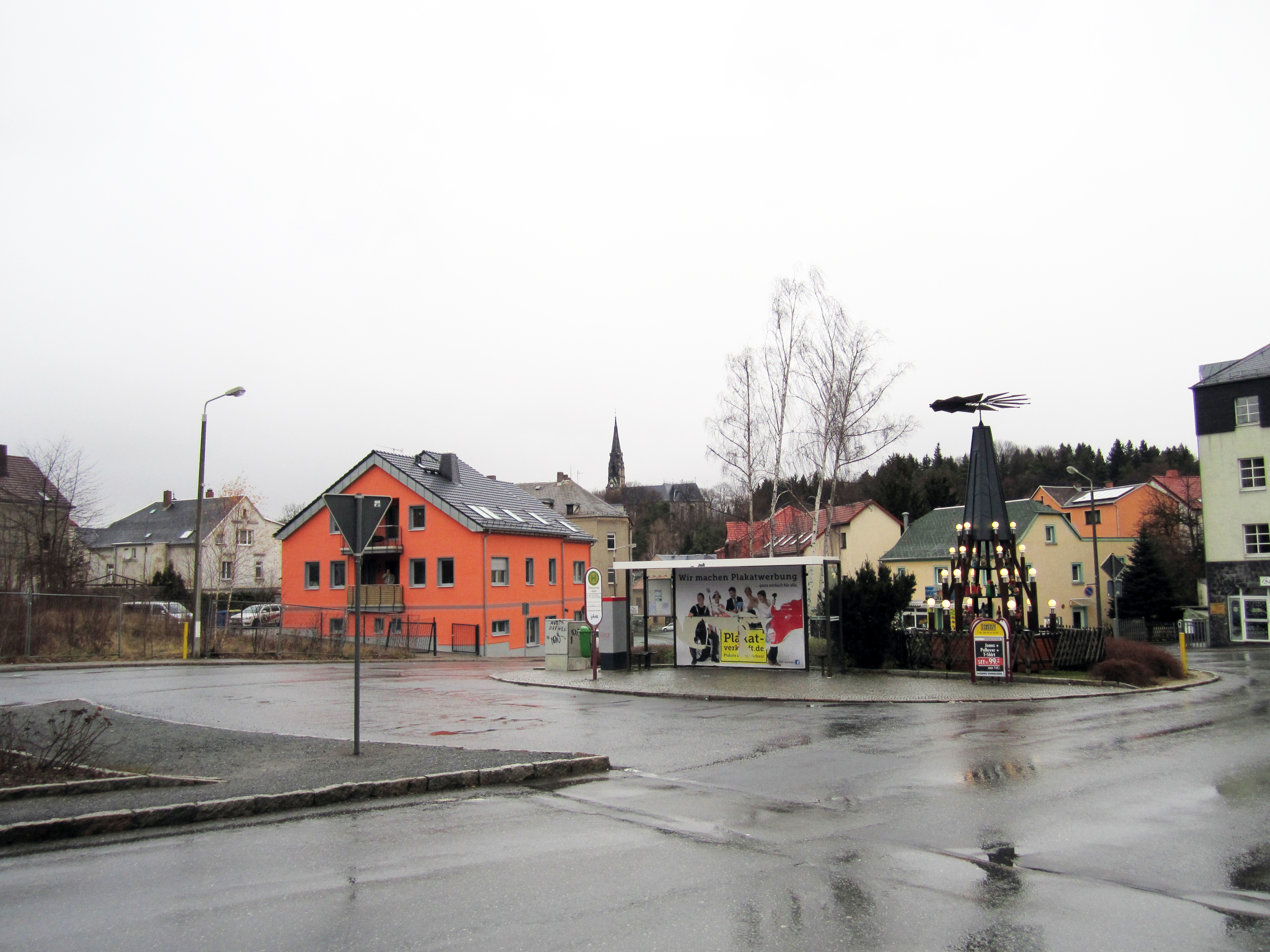
Oberplanitzer Markt mit Ortspyramide

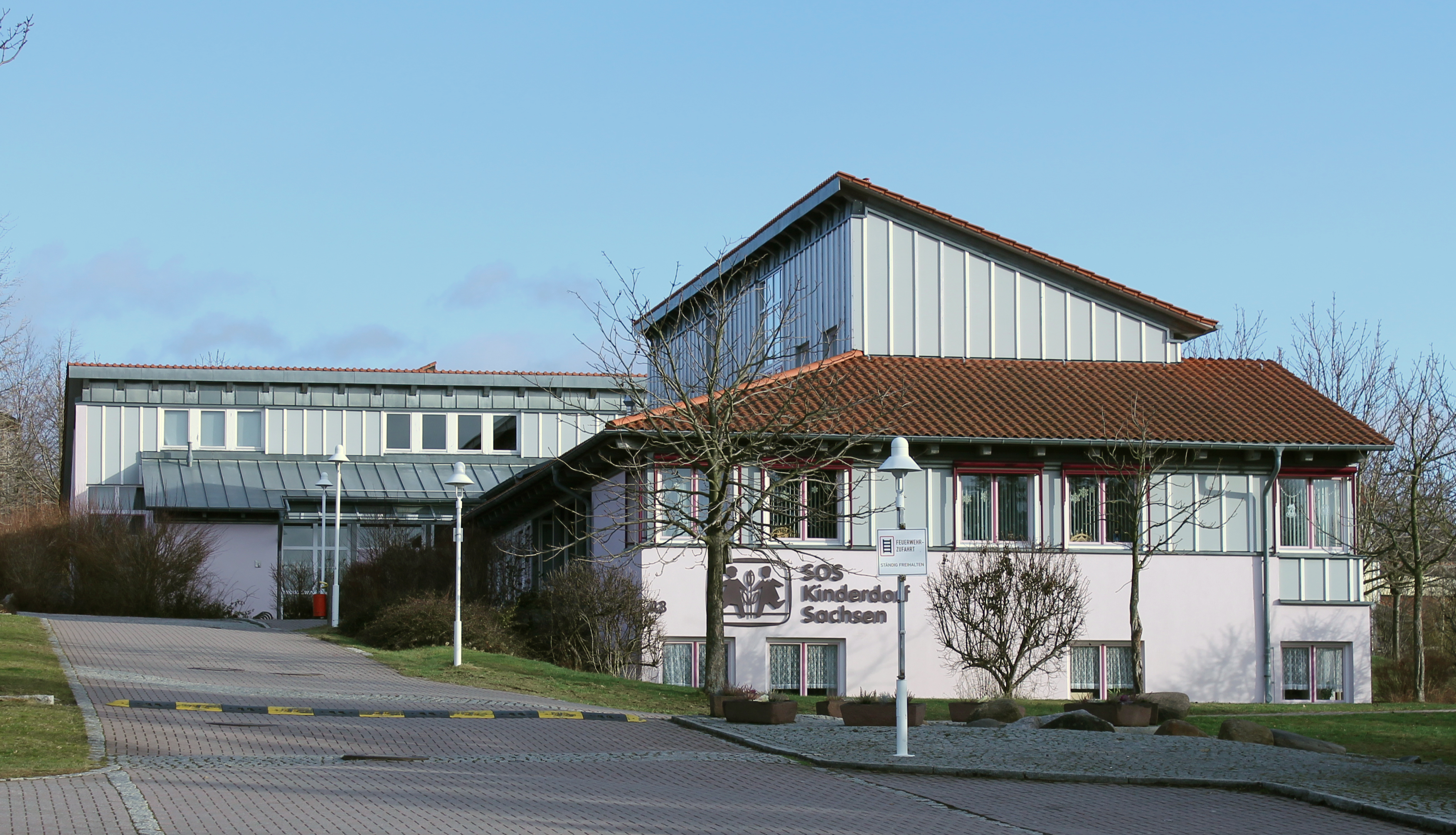
SOS-Kinderdorf

In der Zeit um 1100 war das Gebiet um Planitz von Slawen besiedelt. Von ihnen stammt die Bezeichnung „plaw“, das bedeutet „herabfließender Wasserlauf“ oder „Schwemmbach“. Die deutsche Besiedlung setzte um 1150 ein. In dieser Zeit wurde auch die Burg Planitz im heutigen Niederplanitz erbaut. Eine Unterscheidung in Ober- und Niederplanitz erfolgte erst im 16. Jahrhundert. Mit Ludovicus de Plavniz wurden die Herren von der Planitz am 8. Dezember 1192 in Merseburg erstmals urkundlich erwähnt. Mit ihm beginnt auch die direkte Stammreihe. Der Ort und die Burg Planitz waren im 12. und 13. Jahrhundert im Besitz der Vögte von Weida, welche die Herren von der Planitz damit belehnten. Sie wurden ab 1406 Vasallen des Markgrafen von Meißen. Im Januar 1430 wüteten die Hussiten im Dorf und brannten neben der Burg auch etliche Gehöfte und Häuser nieder. Die Familie von der Planitz ließ das Schloss anschließend neu errichten. Christoph von der Planitz musste 1572 den Stammbesitz für 40.000 Gulden an Georg von Schönburg auf Glauchau und Waldenburg verkaufen, der ihn bereits 1579 für 40.500 Gulden an den Wittenberger Rechtsprofessor Joachim von Beust (1522–1597) weiterveräußerte. In der Folgezeit wechselte die Grundherrschaft Planitz mit dem Schloss und den zugehörigen Orten und Ländereien noch mehrmals den Besitzer.
Seit dem 16. Jahrhundert wurde zwischen Oberplanitz (1551 erwähnt) und Niederplanitz (1530 erwähnt) unterschieden. Beide Orte gehörten zur Grundherrschaft des Ritterguts Planitz. Oberplanitz gehörte bis 1856 zum kursächsischen bzw. königlich-sächsischen Amt Zwickau. Im Jahr 1856 kam der Ort zum Gerichtsamt Zwickau und 1875 zur Amtshauptmannschaft Zwickau.
Die ursprünglich geplante Streckenführung der Bahnstrecke Zwickau–Falkenstein über Oberplanitzer Fluren wurde aufgrund der ablehnenden Haltung der Planitzer Grundbesitzer nicht verwirklicht. Da die Erweiterungspläne der Bahnstrecke Zwickau–Planitz bis Oberplanitz nie realisiert wurden, blieb Oberplanitz ohne Eisenbahnanschluss.
Am 1. Juli 1923 erfolgte die Vereinigung der Gemeinden Ober- und Niederplanitz zur Gemeinde Planitz, die bis zur Verleihung des Stadtrechts am 8. Mai 1924 das größte Dorf Sachsens war. Als Teil der Stadt Planitz wurde Oberplanitz durch Eingemeindung am 1. Januar 1944 ein Stadtteil der kreisfreien Stadt Zwickau. Durch die zweite Kreisreform in der DDR kam Oberplanitz als Stadtteil von Zwickau im Jahr 1952 zum Bezirk Chemnitz (1953 in Bezirk Karl-Marx-Stadt umbenannt), der bis 1990 bestand. Danach gehörte Oberplanitz zur kreisfreien Stadt Zwickau im Freistaat Sachsen, die seit dem Jahr 2008 als Große Kreisstadt dem sächsischen Landkreis Zwickau angehört. Im Jahr 1999 eröffnete das SOS-Kinderdorf.

### Industriegeschichte von Oberplanitz

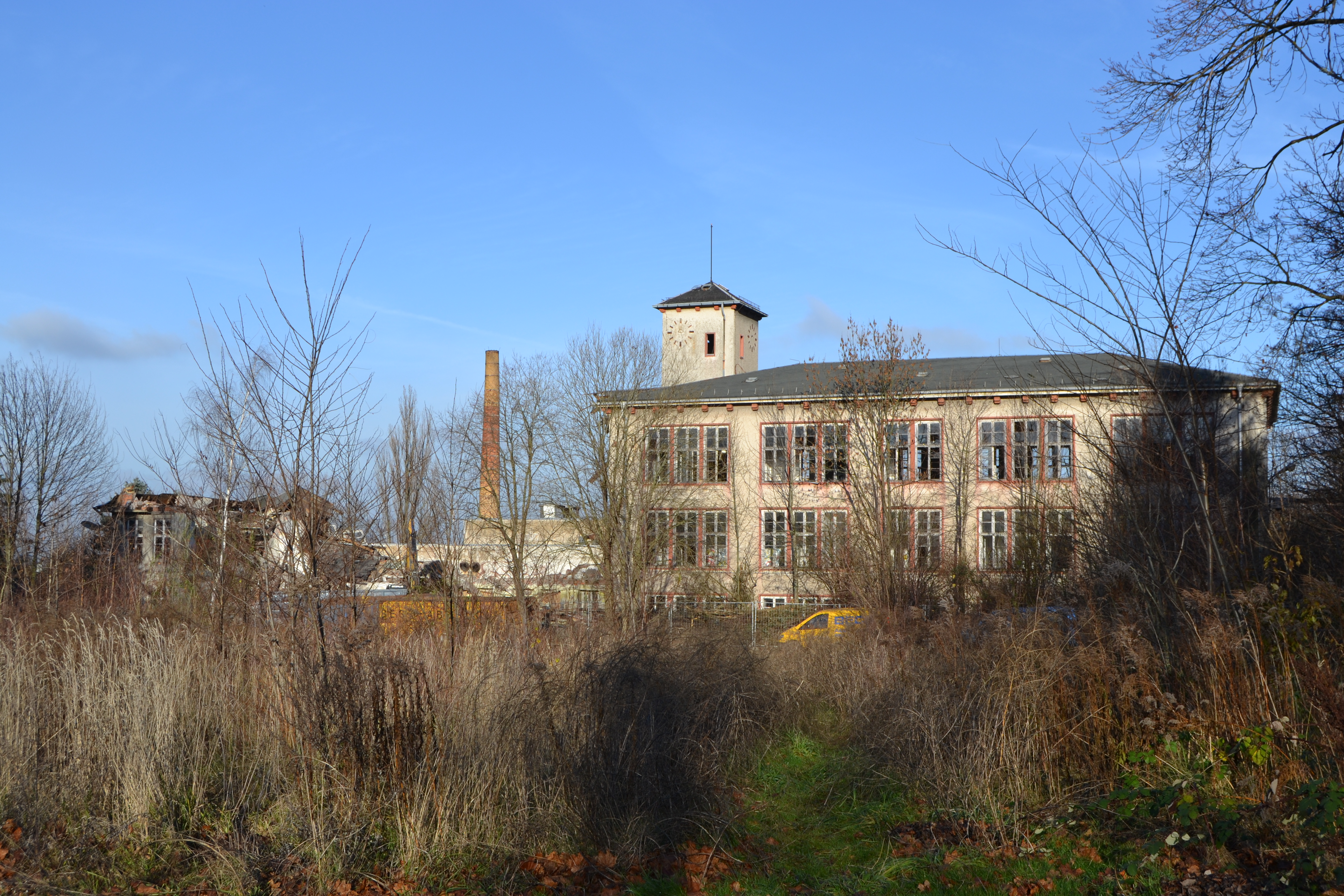
Ehemaliger VEB Aktivist Planitz

Die Textilindustrie begann in Oberplanitz am 27. August 1910 mit der Firma Junghans & Rössel. An der Uthmannstraße entstand ein neuer Fabrikkomplex, in dem seitdem mechanische Stickerei betrieben wurde. Nachdem sich das Unternehmen im Jahr 1926 teilte, produzierte auf dem Areal die Firma C. Ludwig Rössel GmbH weiter, die Firma Junghans baute ein paar Straßen weiter eine neue Strickerei unter den Namen Junghans & Söhne auf. Nach der um 1945 erfolgten Enteignung wurden beide Betriebe am 28. Februar 1951 wieder vereint in den „VEB Aktivist Zwickau“ umgewandelt. Zu dieser Zeit wurden vorwiegend Ober- und Untertrikotagen produziert. Nach der Wende wurde das Unternehmen als Micado Strickwaren GmbH in privater Hand weitergeführt, bis es im Jahr 2002 geschlossen wurde.

### Einwohnerentwicklung
| - 1998: 5716 - 1999: 6008 - 2000: 6237 - 2001: 6264 - 2002: 6320 | - 2003: 6390 - 2004: 6380 - 2005: 6368 - 2011: 6304 | Prognose: - 2015: 6100 - 2020: 6000 |

## Verkehr
Hauptverkehrsstraßen durch Oberplanitz sind die „Lengenfelder Straße“ und die „Rottmannsdorfer Straße“ / „Äußere Zwickauer Straße“. Über die Staatsstraße 293 im Westen des Orts wird die Bundesautobahn 72, Anschlussstelle „Zwickau-West“ erreicht. Die westliche Ortsflur wird durch die Bahnstrecke Zwickau–Falkenstein begrenzt, an der Oberplanitz jedoch keine Station besitzt.

## Sehenswürdigkeiten

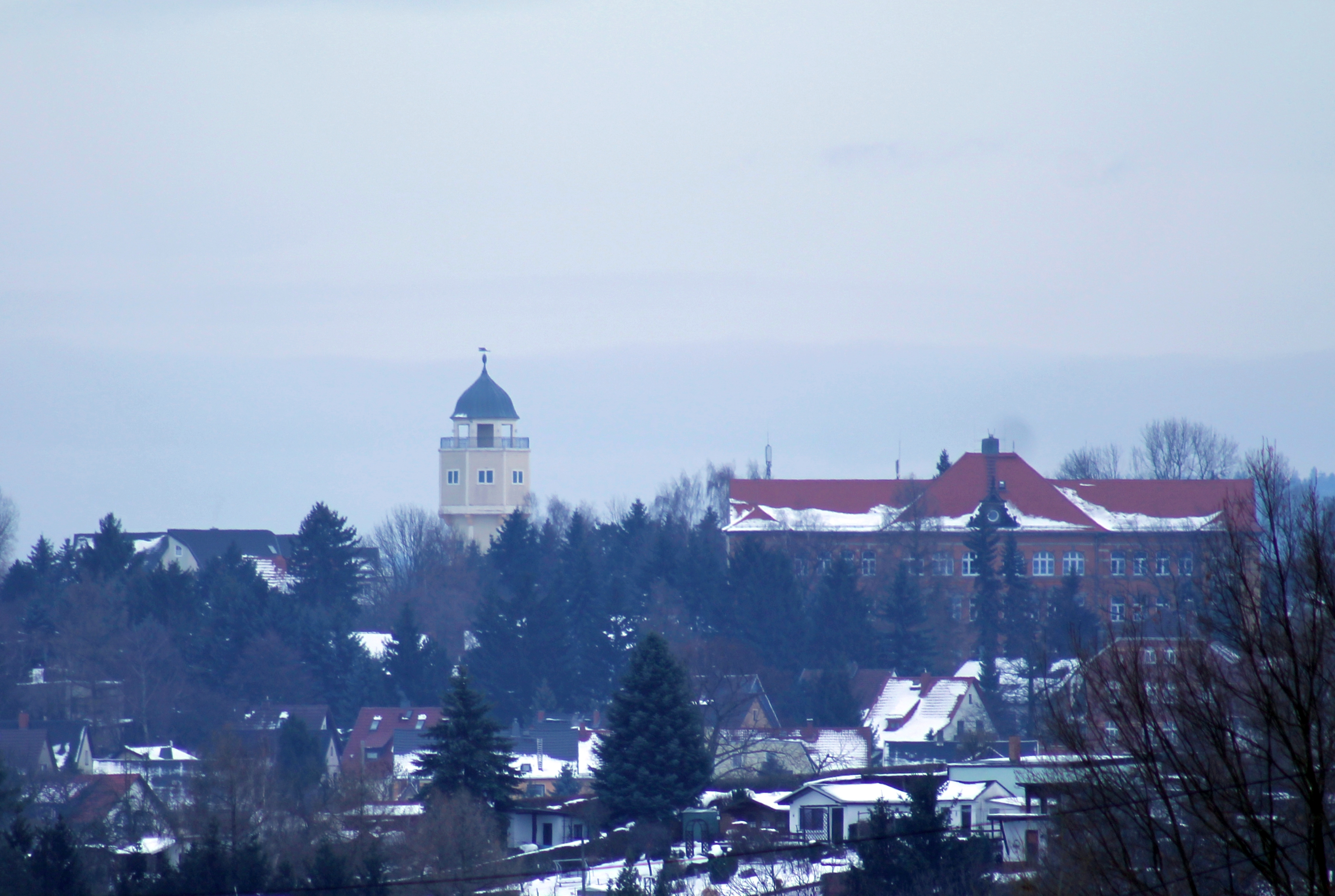
Wasserturm, rechts daneben die Schillerschule

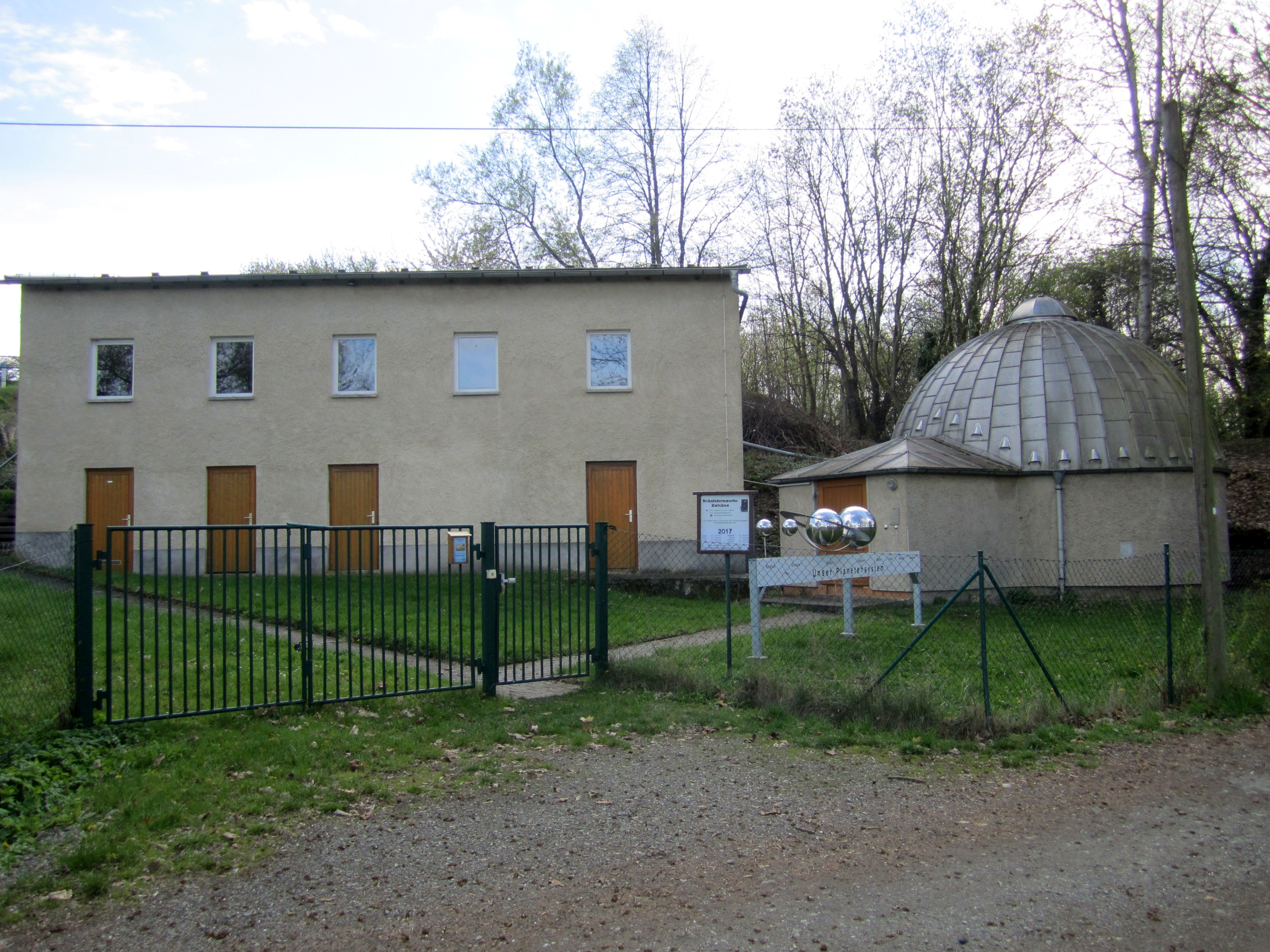
Oberplanitz, Schulsternwarte

Oberplanitz besitzt mehrere historische Sehenswürdigkeiten, unter anderem den 2001 renovierten Wasserturm, der weithin sichtbar ist. Bei guter Sicht kann man vom Wasserturm aus den Kamm des Erzgebirges mit dem Fichtelberg und auch das Leipziger Völkerschlachtdenkmal sehen. Weiterhin befindet sich im Kreuzbergweg in Oberplanitz seit 1975 die Schulsternwarte mit dem Planetarium der Stadt Zwickau.

## Persönlichkeiten
- Clemens Meyer (1868–1958), Musiker, Komponist und Musikwissenschaftler
- Bruno Ziener (1870–1941), Schauspieler und Filmregisseur
- Alfred Hofmann-Stollberg (1882–1962), Maler, Grafiker und Kunsterzieher
- Karl Neubert (1900–1972), Bergingenieur, Markscheider und Hochschullehrer
- Gert Fröbe (1913–1988), Schauspieler
- Gerd Prager (1920–1975), Redakteur, Herausgeber, Fernsehproduzent, Autor, Schauspieler und Synchronsprecher
- Heinz Krügel (1921–2008), Fußballspieler und -trainer